# Jasna Fischer
Jasna Fischer (fíšer), slovenska zgodovinarka, * 3. avgust 1945, Slovenj Gradec, † september 2018.

## Življenje in delo
Leta 1969 je diplomirala na Filozofski fakulteti v Ljubljani in prav tam 1978 doktorirala z disertacijo Socialna in politična zgodovina delavskega gibanja v Ljubljani. Po diplomi je delala na Inštitutu za zgodovino delavskega gibanja v Ljubljani, od 1983 kot direktorica. Raziskovalno se je ukvarjala predvsem z zgodovino delavskega gibanja na Slovenskem v 19. stoletju.

## Nagrade
Leta 1985 je prejela Nagrado Sklada Borisa Kidriča za delo Čas vesolniga socialnega punta se bliža — Socialna in politična zgodovina delavskega gibanja v Ljubljani od začetkov do leta 1889..